# Комптонов ефекат
Комптонов ефекат је расејање фотона са атома при чему фотон губи део енергије, тј., мења таласну дужину. Ефекат је значајан јер је потврдио корпускуларну (честичну) природу светлости. Може квантитативно да се објасни ако се представи као игра билијара фотона и електрона. За откриће и објашњење ефекта Комптон је добио Нобелову награду за физику 1927. године.
Овај ефекат је био важан за развој модерне физике јер је показао да светлост не може у потпуности да се опише као таласна појава. Класична теорија расејања електромагнетних таласа са наелектрисане честице не може да објасни промену таласне дужине расејаног зрака. За објашњење Комптоновог расејања неопходно је узети у обзир честичну природу светлости. Комптонов експеримент је најзад уверио физичаре да се светло понаша и као млаз честица чија је енергија пропорционална фреквенцији. 
Комптоново расејање се јавља на свим материјалима, највише са фотонима средњих енергија, 0,5 до 3,5 MeV. 

## Увод
Kомптоново расејање је пример еластичног расејања. Енергија упадног фотона се преноси на електрон (трзај) али само као кинетичка енергија у лабораторијском оквиру. Електрон не добија унутрашњу енергију, одговарајуће масе остају исте, што је обележје еластичног судара. У Комптоновом оригиналном експерименту (погледајте шематски дијаграм), енергија фотона X зрака (≈17 keV) била је значајно већа од енергије везивања атомског електрона, тако да се електрони могу третирати као слободни након расејања. Количина за коју се таласна дужина светлости мења назива се Комптонов помак. Иако постоји Комптоново расејање језгра, Комптоново расејање се обично односи на интеракцију која укључује само електроне атома. Комптонов ефекат је приметио Артур Холи Комтон 1923. године на Универзитету Вашингтон у Сент Луису, а даље га је потврдио његов постдипломски студент Ј. Х. Ву у потоњим годинама. Комптон је за ово откриће добио Нобелову награду за физику 1927.
Ефекат је значајан јер показује да се светлост не може објаснити само као таласни феномен. Томсоново расејање, класична теорија електромагнетног таласа распршеног наелектрисаним честицама, не може да објасни померања таласне дужине при малом интензитету: класично, светлост довољног интензитета да електрично поље убрза наелектрисану честицу до релативистичке брзине ће изазвати трзај радијације-притиска и повезаног Доплеровог померања расуте светлости, али би ефекат постао произвољно мали при довољно ниским интензитетима светлости без обзира на таласну дужину. Дакле, да би се објаснило Комптоново расејање ниског интензитета, светлост се мора понашати као да се састоји од честица. Или је претпоставка да се електрон може третирати као слободан је неважећа, што резултира ефективном бесконачном масом електрона једнаком нуклеарној маси (погледајте, на пример, коментар испод о еластичном расејању рендгенских зрака који произлази из тог ефекта). Комптонов експеримент је убедио физичаре да се светлост може третирати као ток објеката сличних честицама (кванта који се називају фотони), чија је енергија пропорционална фреквенцији светлосног таласа.

## Једначина за Комптонов помак
Да би објаснио појаву, Комптон је употребио три основне формуле класичне и модерне физике:
- Честичну природу светлости, како је већ демонстрирано у фотоелектричном ефекту
- Релативистичку динамику из специјалне теорије релативности
- Тригонометрију - косинусни закон

те је добио следећу једначину Комптоновог расејања:
{\displaystyle \lambda _{2}={\frac {h}{m_{e}c}}(1-\cos {\theta })+\lambda _{1}}
где је 
{\displaystyle \lambda _{1}} таласна дужина фотона пре судара,
{\displaystyle \lambda _{2}} таласна дужина фотона после расејања,
me маса електрона,
h/(mec) Комптонова таласна дужина,
θ угао скретања фотона,
h Планкова константа, и
c брзина светлости.
Комптонова таласна дужина износи 2,43×10-12 метара.

### Извођење
Полази се од закона о одржању енергије:
{\displaystyle E_{\gamma }+E_{e}=E_{\gamma '}+E_{e'}\,}
где је {\displaystyle E_{\gamma }} енергија фотона пре судара а {\displaystyle E_{e}} енергија електрона пре судара – једнака његовој маси мировања. Променљиве са примом (') означавају стање након судара.
Исто треба да важи и закон о одржању момента:
{\displaystyle {\vec {p}}_{\gamma }+{\vec {p_{e}}}={\vec {p_{\gamma '}}}+{\vec {p_{e'}}}\,}
где, због једноставности, подразумевамо да електрон пре судара мирује па {\displaystyle p_{e}=0}
Користећи везу између енергије и фреквенције, и енергије и импулса {\displaystyle E=hf=pc} из горњег израза налазимо:
{\displaystyle {\vec {p_{e'}}}={\vec {p_{\gamma }}}-{\vec {p_{\gamma '}}}\,}
{\displaystyle {\vec {p_{e'}}}^{2}={({\vec {p_{\gamma }}}-{\vec {p_{\gamma '}}})}^{2}}
{\displaystyle {\vec {p_{e'}}}^{2}={\vec {p_{\gamma }}}^{2}-2\cdot {\vec {p_{\gamma }}}\cdot {\vec {p_{\gamma '}}}+{\vec {p_{\gamma '}}}^{2}}
{\displaystyle {\vec {p_{e'}}}\cdot {\vec {p_{e'}}}={\vec {p_{\gamma }}}\cdot {\vec {p_{\gamma }}}-2\cdot {\vec {p_{\gamma }}}\cdot {\vec {p_{\gamma '}}}+{\vec {p_{\gamma '}}}\cdot {\vec {p_{\gamma '}}}}
{\displaystyle {p_{e'}}^{2}\cdot \cos(0)=p_{\gamma }^{2}\cdot \cos(0)-2\cdot p_{\gamma }\cdot p_{\gamma '}\cdot \cos(\theta )+p_{\gamma '}^{2}\cdot \cos(0)}
Косинусни члан, {\displaystyle \cos(\theta )}, се јавља јер фотон мења правац кретања па је за слагање момената потребно узети у обзир угао међу њима. 

Замењивањем {\displaystyle p_{\gamma }} са {\displaystyle {\frac {hf}{c}}} и {\displaystyle p_{\gamma '}} са {\displaystyle {\frac {hf'}{c}}}, налазимо 
{\displaystyle p_{e'}^{2}={\frac {h^{2}f^{2}}{c^{2}}}+{\frac {h^{2}f'^{2}}{c^{2}}}-{\frac {2h^{2}ff'\cos {\theta }}{c^{2}}}}
Сада трансформишемо енергијски део:

{\displaystyle E_{\gamma }+E_{e}=E_{\gamma '}+E_{e'}\,}
{\displaystyle hf+mc^{2}=hf'+{\sqrt {(p_{e'}c)^{2}+(mc^{2})^{2}}}\,}
и решавамо га по pe':
{\displaystyle (hf+mc^{2}-hf')^{2}=(p_{e'}c)^{2}+(mc^{2})^{2}\,}
{\displaystyle {\frac {(hf+mc^{2}-hf')^{2}-m^{2}c^{4}}{c^{2}}}=p_{e'}^{2}\,}
Сада имамо две различита израза за {\displaystyle p_{e'}^{2}}, која смемо да изједначимо:
{\displaystyle {\frac {(hf+mc^{2}-hf')^{2}-m^{2}c^{4}}{c^{2}}}={\frac {h^{2}f^{2}}{c^{2}}}+{\frac {h^{2}f'^{2}}{c^{2}}}-{\frac {2h^{2}ff'\cos {\theta }}{c^{2}}}}
Сада је само питање преуређивања:
{\displaystyle h^{2}f^{2}+h^{2}f'^{2}-2h^{2}ff'+2h(f-f')mc^{2}=h^{2}f^{2}+h^{2}f'^{2}-2h^{2}ff'\cos {\theta }\,}
{\displaystyle -2h^{2}ff'+2h(f-f')mc^{2}=-2h^{2}ff'\cos {\theta }\,}
{\displaystyle hff'-(f-f')mc^{2}=hff'\cos {\theta }\,}
{\displaystyle hff'(1-\cos {\theta })=(f-f')mc^{2}\,}
{\displaystyle h{\frac {c}{\lambda '}}{\frac {c}{\lambda }}(1-\cos {\theta })=\left({\frac {c}{\lambda }}-{\frac {c}{\lambda '}}\right)mc^{2}}
{\displaystyle h{\frac {c}{\lambda '}}{\frac {c}{\lambda }}(1-\cos {\theta })=\left({\frac {c\lambda '}{\lambda \lambda '}}-{\frac {c\lambda }{\lambda '\lambda }}\right)mc^{2}}
{\displaystyle h(1-\cos {\theta })={\frac {\lambda '}{c}}{\frac {\lambda }{c}}\left({\frac {c\lambda '}{\lambda '\lambda }}-{\frac {c\lambda }{\lambda \lambda '}}\right)mc^{2}}
{\displaystyle h(1-\cos {\theta })=\left({\frac {\lambda '}{c}}-{\frac {\lambda }{c}}\right)mc^{2}}
{\displaystyle {\frac {h}{mc}}(1-\cos {\theta })=\lambda '-\lambda }
Дакле, након судара са електроном у атому, фотон мења правац (угао {\displaystyle \theta }) и таласну дужину од {\displaystyle \lambda } у {\displaystyle \lambda '} избијајући из атома електрон који односи део првобитне енергије фотона.

## Примене
Комптоново расејање је од прворазредног значаја у радиологији јер је то највероватнији механизам међуделовања високоенергијских Х-зрака и атома у ткиву и користи се у радијационој терапији.
У истраживањима, Комптоново расејање се користи за испитивање електронског омотача у атому.